# Azuré de la sanguisorbe
Phengaris teleius
Espèce
Statut de conservation UICN

 NT  : Quasi menacé
Statut CITES
L’Azuré de la sanguisorbe ou Argus strié ou  Télégone (Phengaris teleius) est une espèce de lépidoptère (papillon) de la famille des Lycaenidae, de la sous-famille des Polyommatinae et du genre Phengaris.

## Dénominations
Phengaris teleius nommé par Johann Andreas Benignus Bergsträsser en 1779.
Synonymes : Papilio teleius Bergsträsser, [1779], Glaucopsyche teleius (Bergsträsser, 1779), Papilio euphemus Hubner, 1800 et Maculinea teleius Bergstrasser, 1779.

### Sous-espèces
- Phengaris teleius teleius dans le centre de l'Europe, le Caucase et l'ouest de la Sibérie.
- Phengaris teleius chosensis (Matsumura, 1927)
- Phengaris teleius euphemia (Staudinger, 1887)
- Phengaris teleius obscurata (Staudinger, 1892
- Phengaris teleius sinalcon Murayama, 1992
- Phengaris teleius splendens (Kozhantshikov, 1924)[2].

### Noms vernaculaires
L’Azuré de la sanguisorbe ou Argus strié ou Télégone se nomme en anglais Scarce Large Blue, et en espagnol Limbada.

## Description
C'est un petit papillon au-dessus bleu plus foncé chez la femelle. La bordure foncée du mâle est indentée dans les nervures, celle de la femelle est large. Les deux ont une ornementation de taches ovales noires en ligne, plus visibles chez le mâle.
Le revers est ocre orné de deux lignes, dont une sub-marginale de points noirs cerclés de blanc.

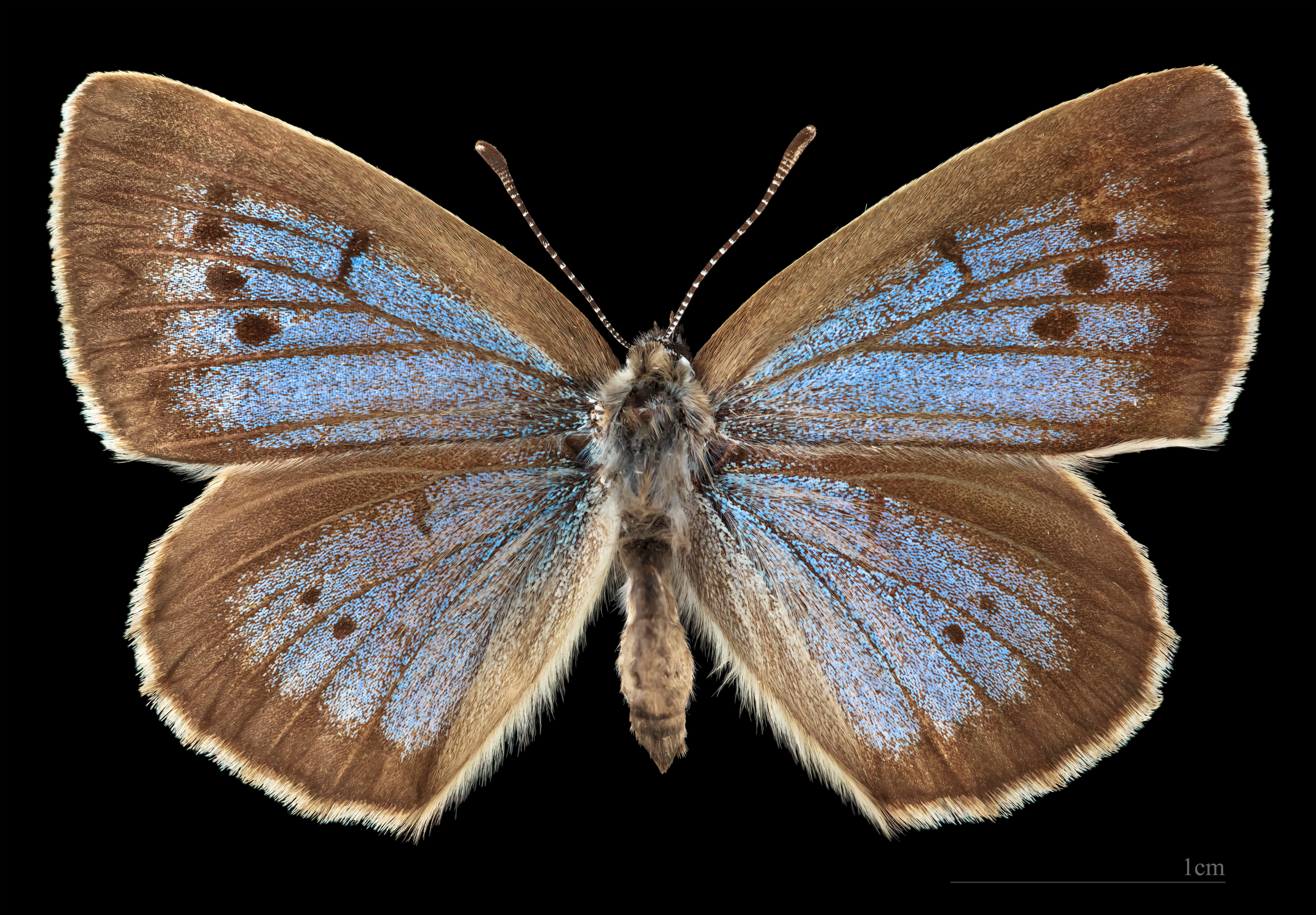
Phengaris t. teleius ♀  MHNT
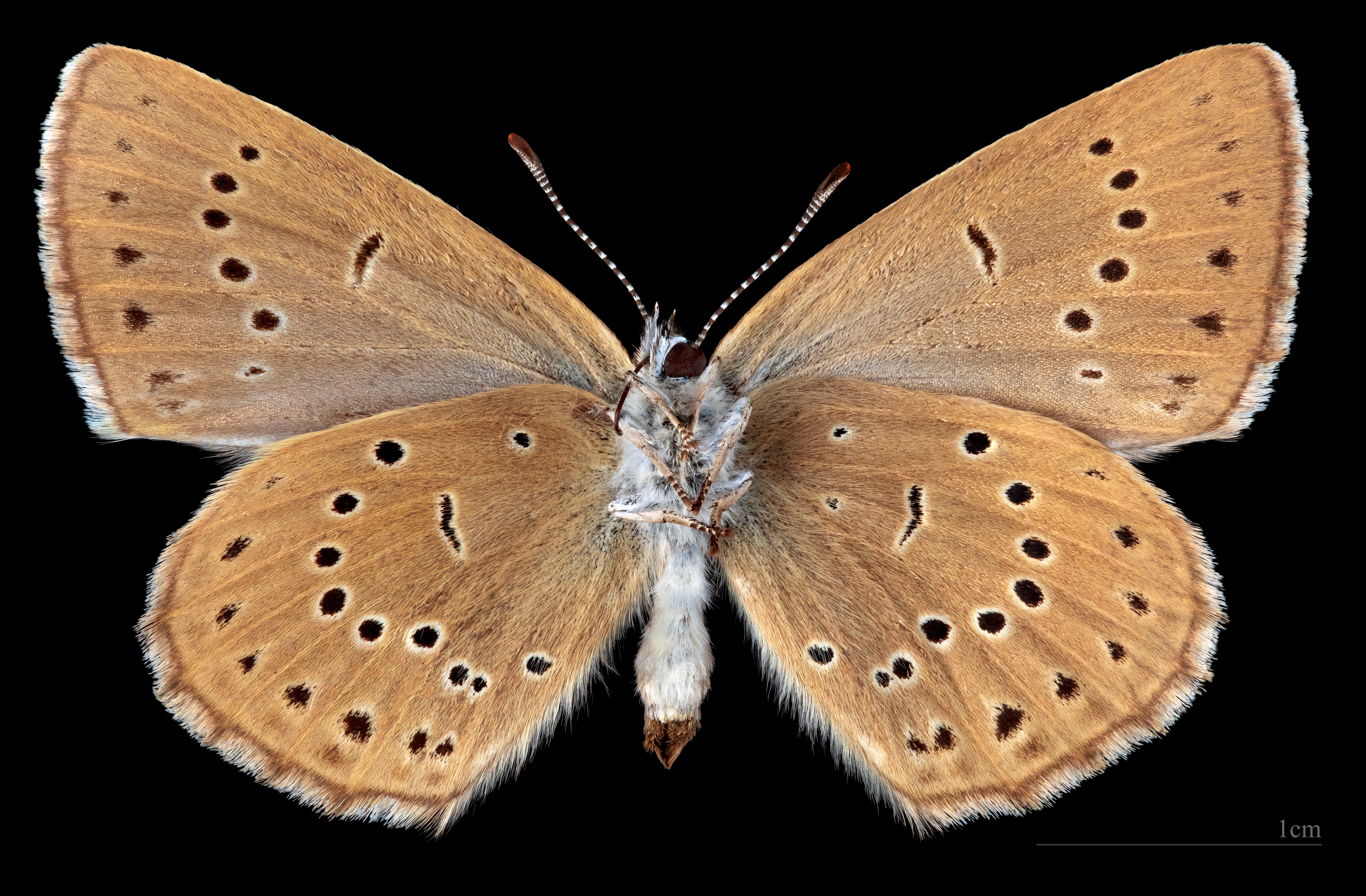
Phengaris t. teleius ♀ △

## Biologie
Ce papillon est myrmécophile obligatoire, c'est-à-dire qu'il ne peut se passer de fourmis pour son développement. En effet, la femelle fécondée pond ses œufs en les insérant dans les fleurs de sanguisorbe. Après la 3e mue, lorsque la chenille est encore minuscule (taille d'une larve de fourmi), elle gagne le sol. Elle doit alors être rapidement détectée par des fourmis ou elle meurt. 
Les chenilles trouvées par des fourmis sont emportées, pour une dizaine de mois, dans une colonie de fourmis. 
Ces dernières la déposent dans leur couvain. Elle s'y nourrit en mangeant des larves de fourmis, et aussi de la régurgitation du jabot ou de l'apport de nourriture solide apportée par les fourmis. Les chenilles sont nettoyées de leurs déjections par les fourmis.

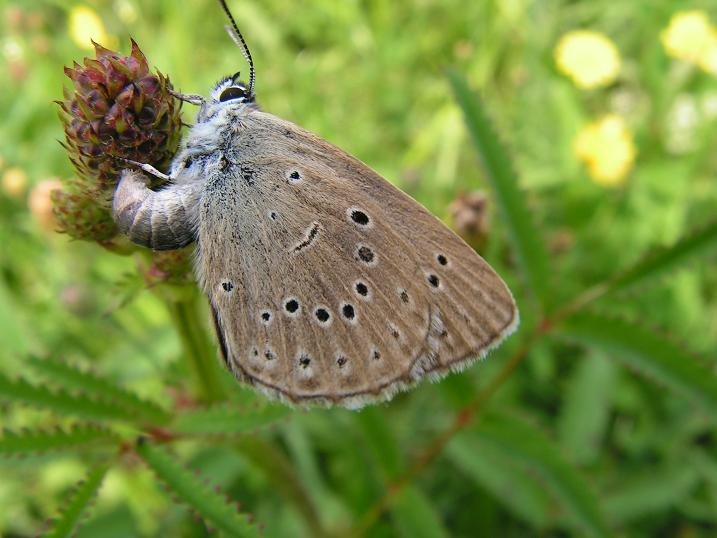
Azuré de la sanguisorbe.

### Période de vol et hivernation
Il hiverne à l'état de chenille.
Les chenilles sont soignées par des fourmis, Myrmica sabuleti, Myrmica rubra, Myrmica scabrinodis et Myrmica vandeli.
Il vole en une génération, de mi-juin à mi-août.

### Plantes hôtes
Ses plantes hôtes sont des Sanguisorbes : Sanguisorba officinalis, Sanguisorba tenuifolia, Sanguisorba hakusanensi.

## Écologie et distribution
Il est présent en des zones très localisées en Europe en France, Suisse, nord de l'Italie, Centre de l'Allemagne, sud de la Pologne, Autriche, Hongrie, Slovaquie, puis Caucase, centre et sud de l'Oural, Kazakhstan, Mongolie, nord de la Chine, Corée et Japon,.
En France métropolitaine il est présent dans les Hautes-Alpes et dans la  Drôme. Il est déclaré présent dans l'ouest (Charente, Dordogne, Gironde, Gers) et dans les Alpes  Isère, Savoie, Haut-Rhin.
Elle tend à se réduire avec la dégradation ou destruction de ses habitats (pelouses sur tourbières alcalines notamment). Elle est encore présente dans le sud-ouest de la France, nord-est de la France, dans des zones Natura 2000 de Meurthe-et-Moselle (54) et des Vosges (88). Elle devrait être théoriquement présente dans presque toute l'Eurasie, de l'Europe centrale au Japon.

### Biotope
Il réside dans les prairies humides.

### Protection
L'Azuré de la sanguisorbe est inscrit sur la liste des insectes strictement protégés de l'annexe 2 de la Convention de Berne, sur la liste des insectes strictement protégés de l'annexe II et de l'annexe IV de la Directive Habitats du Conseil de l'Europe concernant la conservation des habitats naturels ainsi que de la faune et de la flore sauvages du 21 mai 1992.
En France l'Azuré de la sanguisorbe est espèce protégée, inscrite sur la liste rouge des insectes de France métropolitaine (article 2 de l'arrêté du 23 avril 2007 fixant la liste des insectes protégés sur le territoire national).
Cette espèce fait l'objet de programmes de biologie de la conservation et de plans de gestion restauratoire ou plans de restauration.